# Chusquea bambusoides
Chusquea bambusoides là một loài thực vật có hoa trong họ Hòa thảo. Loài này được (Raddi) Hack. mô tả khoa học đầu tiên năm 1908.